# 钝齿后蕊苣苔
钝齿后蕊苣苔（学名：Opithandra obtusidentata），为苦苣苔科后蕊苣苔属下的一个种。

## 扩展阅读
維基物種上的相關：钝齿后蕊苣苔